# Megu Sakuragawa
Megu Sakuragawa (櫻川めぐ, Sakuragawa Megu, nacida el 24 de octubre de 1988) es una cantante y actriz de voz japonesa de la Prefectura de Ibaraki, Japón. Es más conocida como Tsubasa Kira de Love Live! y Ako Udagawa de BanG Dream!, el último de los cuales involucró tocar la batería para la banda Roselia. Actualmente está afiliada a S.

## Biografía
Se interesó en la actuación y el canto después de interpretar a Bella, el personaje principal de "La Bella y la Bestia", como musical en la escuela secundaria. Después de eso, se unió al Instituto de Formación de Actor de Voz de Pro-Fit como estudiante de undécimo año y se convirtió en miembro de Pro-Fit.
Mientras asistía a una escuela, hizo su debut como cantante con el tema de apertura "Tsumaki Movin'on!" en el juego de PSP "Una Promesa a Este Cielo Azul". El 25 de julio de 2012, Lantis hizo un gran debut con "BRAVE BLADE!".
Dejó Pro-Fit el 1 de abril de 2016 y ahora trabaja como autónoma. En 2017, el nombre de la actriz de voz y cantante pasó a llamarse "Megu Sakuragawa", y se convirtió en miembro de S Co., Ltd. el 1 de marzo.
En julio de 2017, fue nombrada "Embajadora de Apoyo de Sakuragawa" en la ciudad de Sakuragawa, Prefectura de Ibaraki, donde nació. En noviembre de 2019, fue nombrada "Embajadora de Ibaraki".

## Trabajos

### Anime
- Armed Blue Gunvolt – Cyan, Morpho
- BanG Dream! – Ako Udagawa
- Love Live! School Idol Project Series – Kira Tsubasa
- Wagamama High Spec – Sakuragi Ashe Rufflette
- Yahari Ore no Seishun Love Comedy wa Machigatteiru. – Yokko y Yukko

### Juegos
- BanG Dream! Girls Band Party! – Ako Udagawa
- Mahou Shoujo Lyrical Nanoha A's PORTABLE -THE BATTLE OF ACES-
- Idol Incidents – Kazuna Yasuda[7]
- Corpse Seed 3 – Rinon Durandal
- Corpse Seed 3: Heartclub Extreme – Rinon Durandal
- Corpse Seed 4: Endless Brawl – Rinon Durandal
- Hakoniwa No Folclore – Majo Korone[8]
- Azure Striker Gunvolt – Cyan/Morpho
- Azure Striker Gunvolt 2 – Cyan[9]
- Azure Striker Gunvolt 3 – Morpho[10]

### Canciones
- "Brave Blade" (Campione! opening)
- "Private Wars" (con Maho Matsunaga y Ayuru Ohashi)
- "Shocking Party" (con Maho Matsunaga y Ayuru Ohashi)